# ShVAK 기관포
The ShVAK(러시아어: ШВАК: Шпитальный-Владимиров Авиационный Крупнокалиберный, Shpitalnyi-Vladimirov Aviatsionnyi Krupnokalibernyi, "Shpitalny-Vladimirov large-calibre for aircraft")은 제 2차 세계대전때 소련에 의해 사용되던 20 mm 자동기관포이다. 이것은 기존의 7.62×54mmR탄약을 사용하는 기관총인 ShKAS 기관총에서 크기를 키워 It Boris Shpitalniy와 Semyon Vladimirov에 의해 설계되었으며, 1936년 생산에 들어갔다. ShVAK은 많은 소련 전투기들에게 설치되었다. TNSh는 경전차를 위한 버전이다. (ТНШ: Tankovyi Nudel’man-Shpitalnyi).

## 개발과 생산

### 12.7mm ShVAK
12.7mm ShVAK의 개발은 소비에트 연방정부의 법령을 1931년 2월 9일 통과하였고, Tula지역에서 DK 기관총을 위해 몇년 전 12.7×108mm탄약을 생산하던 국내 제조사들을 감독하게 된다. 설계자 S.V. Vladimirov는 1246mm의 총열에 총 길이 1726mm되는 ShKAS 기관총에서 크기만 키운 대구경 모델들을 만들기위한 발령에 응했다. 첫 시제품은 1932년 5월 28일에 준비되었다. 시험 과정은 매우 느렸지만, 12.7mm ShVAK은 명목 상 1934년에 투입된다.
제품 시리즈는 공식적으로 1935년 코브로프에 있는 공장에사 만들어낸 INZ-2부터 시작했지만, 얼마 안 가서 ShVAK이 제작하기에 매우 복잡해서 일정에 차질이 생긴다. 소련의 기록에 따르면, 항공기를 위한 410정 이상의 12.7mm ShVAK과 탱크용으로 40정이 1935년에 계획되었지만, 오직 86정과 6정밖에 완성되지 못했다.1952년의 한 서방의 기밀은 이 일을 "약간의" 12.7mm ShVAK이 생산되었다고 밝힌다.
이 머신건은 1934년 처음 생산되기 시작하였으며 어려운 공정을 거쳐 생산되었다. 중요한 문제는 (ShKAS 매커니즘을 적용한)복잡했던 12.7mm ShVAK을 적용시키기에는 그 12.7 ShVAK을 위한 림드(rimmed)된 12.7mm탄약이 필요하게 되었고, 결국 DS기관총에 쓰이는 12.7×108mm[림리스]탄을 안쓰게 되었다. 1939년 12.7mm UBS기관총이 DShK와 탄약이 호환된다는 이유로 선호되어 림드된 12.7mm탄약의 생산은 중단되었다.

### 20mm ShVAK
20mm ShVAK 기관포는 1935년과 1936년 사이 디자인되어, 1936년 제품시리즈(12.7mm&20mm ShVAK) 생산이 시작됐다. 몇 개월 후 12.7mm 모델은 생산 중단되고, 이것과 비슷한 20mm ShVAK은 가스압작동식 기관포이며, 통합되지 않은 연결된 탄약을 벨트급탄식으로 공급했다.
예정된 장착 방식에 따라, ShVAK은 "MP"라고 표시한 전차용(총 기관포 길이 2122mm, 무게 44.5kg)과 "KP"로 표시한 주익 장착용(총 기관포 길이 1679mm, 무게 40kg)과 "SP"로 표시한 동조장치 장착형이 있었다.
20mm ShVAK에서 일명 "새장" 급탄방식은 그대로 크기만 키워서 만들때 기반이된 ShKAS에 비해 아주 조금 개선된 모델이다. 이것은 11발을 고정시킴과 동시에 더 부드럽게 작동한다. ShKAS에서는, 탄띠가 요동치는 것을 피하기 위해, 점차적으로 탄알이 탄띠에서 떨어져나오는 방식이다. The Berthier-type gas regulator had four holes (of 3.5, 4, 4.5, and 6 mm) allowing for different rates of fire to be selected. 대부분 ShKAS와 다른 설계점은 가스 실린더가 ShVAK에서는 총열 아래에 있는데, 이것은 더 작게, 민첩하게 만들어준다.(giving it a more compact assembly)
The end of the barrel was threaded, and this thread was used to screw on a blast-reduction tube of a length that depended on the installation requirements:
한 가지 주목할 점이 있다면, 이 무기는 어려운 추진관 방식으로 해결해서, 전투기 내에 설치된 곳에서는 문제를 좀 발생시켰다. 소련의 간단한 해결책은 그들의 기본 총열에 흠을 내는 것이고, 그때 길이에 상관없이 무거운 관이 필요했고, 그 관의 지름은 발사체보다 약간 더 컸다. 이 배치는 발사체가 총열을 청소하기 전에, 발사체 주위로 폭발력과 가스를 흘릴수 있게하는데, 무기의 폭발효과(반동)을 줄일 수 있을 뿐만 아니라, 그것으로 인해 폭발을 이끄는 관의 길이를 안전하게 늘리고, This arrangement allowed the blast and gas to leak around the projectile before it cleared the tube, not only reducing the blast effect of the weapon but also by its added length safely leading the blast and project past potions of the plane that would otherwise have been injured.

1952년 서방의 정보에 따르면, 20mm ShVAK은 "그것에 힘에 관련해서, 그것은 일반적인 기관총을 기반으로 하여 매우 가볍고, 극도로 작다"라고 결론짓고 있다. 그리고 "사정거리가 우리 M3 기관포와 비교할만할 뿐 아니라, 단포신 버전은 16파운드나 가볍다"고 한다. 하지만 그것은 미국에서 "생산하기 어려운 것과 관련이 있었"는데, 열로 다루지 않는 부드러운 부분은 작게 다듬어서 만들기 때문이다. 이 물질을 선택한 것은 잘 변형되고 굽는 점으로부터 높은 발사율을 가지기위한 목적이지만, 그 대가로 기관포의 전체적인 수명이 많이 짧다.
소련은 제 2차세계대전에서 20mm ShVAK 많은 수를 생산하는 것을 달성했다.
- 1942년 — 34,601정 produced
- 1943년 — 26,499정
- 1944년 — 25,633정
- 1945년 — 13,433정
- 1946년 — 754정

전후에는, Shvak은 성능이 비슷하고 확실히 가벼운 베레진 B-20 기관포로 대체되었다.

## 사용된 예
1939년 1월 생산된 3기의 폴리카르포프 I-16 (Type 16)에 동조기관이 달린 12.7mm ShVAK을 달았다. 3기의 전투기는 공장시험을 통과하고, 군사적인 시험을 위해 VVS로 전달되었다. 취소된 야첸코 I-28은 동조기관이 달린 12.7mm ShVAK을 사용하기로 되어있는데, 1939 여름에 시제기가 시험비행을 했을 때, 그 엔진이 동조기관에 맞춰서 개발되지 않았기 때문에 그 무장을 할 수 없었다.
20mm ShVAK은 주익에 혹은 동조기관이 탑재된 채 다음 전투기들에 장착되었다.
- 폴리카르포프 I-153PPolikarpov I-153P
- 폴리카르포프 I-16
- 야코블레프 Yak-1
- 야코블레프 Yak-3
- 야코블레프 Yak-7B
- LaGG-3
- 라보츠킨 La-5
- 페틀리야코프 Pe-2야간 전투기
- 소련이 개조한 호커 허리케인

20mm ShVAK은 투폴레프 Tu-2 폭격기의 주익과 지상공격용 페틀리야코프 Pe-2 폭격기에 달리고, 개조돼서 장착된 것도 있다. 일류신 IL-2 지상공격기의 초기 버전도 달렸으나, 후에 23mm 볼코프-야르트세프 VYa-23 기관포로 대체한다. 유연하게 설치 가능한 ShVAK은 페틀리야코프 Pe-8과 예르몰라예프 Yer-2폭격기에 달렸다(방어 기총으로 사용되었다는 말 같다.)
탱크 모델형은 T-38과 T-60 경전차에 달렸다.

## 탄약
ShVAK의 탄약은 파편-소이탄fragmentation-incendiary과 장갑-관통(철갑) 소이탄armor piercing-incendiary으로 구성되어 있다.파편소이탄은 적군 무장차량의 근처에가서 불꽃파편이 흩어지는식의 효과로 피해를 주는 소이탄이고, 관통소이탄은 전차같은 장갑이 두꺼운 차량을 공략할 때 사용되는 무기이다. 기갑소이탄에 정확히 관통,맞으면 내부유폭을 가져오는 등의 효과를 거두어 사실상 전차내부의 계기가 마비되고 전차내의 인원은 큰 피해를 입게 된다.
| 소련용 이름 | 미국용 이름 | 탄 무게[g] | 포구 속도 [m/s] | 자세한 것 |
| ----------- | ----------- | ---------- | --------------- | --- |
| OZ          | HEI         | 96.0       | 770             | Nose fuze, 2.8 g 고폭(HE) + 3.3 g 소이(incendiary) |
| OZT         | HEI-T       | 96.5       | 770             | Nose fuze, 2.8 g HE + 3.3 g 소이(incendiary), 예광(tracer) |
| OF          | HE-Frag.    | 91.0       | 790             | Nose fuze, 6.7 g 고폭(HE), 탄 표면에 파편 홈이 있다.(fragmentation grooves on shell) |
| OFZ         | HEI-Frag.   | 91.0       | 790             | Nose fuze, 0.8 g 고폭(HE) + 3.8 g 소이(incendiary), 탄 표면에 파편 홈이 있다.(fragmentation grooves on shell)                                                                                |
| BZ          | API-HC      | 96.0       | 750             | 부드러운 강철 발사체 외피 안에 강철탄두를 넣은 것(Mild steel projectile case with hardened steel core, surrounded) by 2.5 g 소이(incendiary), screwed on aluminum, or bakelite ballistic cap |
| BZ          | API-HC      | 99.0       | 750             | 탄두가 강철탄두인 것(As above but with swaged steel nose cap) |
| BZ          | API         | 96.0       | 750             | 강철탄두에 소이을 넣은 것(Solid steel shot with 소이(incendiary) in swaged steel cap) |
| BZT         | API-T       | 96.0       | 750             | 내부 공간에 예광을 넣은 것(As above but with 예광(tracer) in base cavity) |
| PU          | TP          | 96.0       | 770             | 비활성된 고폭소이탄에 dummy fuze(Inert filled HEI shell[2.8 g 고폭(HE) + 3.3 g 소이(incendiary)] with dummy fuze)                                                                            |
| PUT         | TP-T        | 96.5       | 770             | 발사체 탄두부분에 가공된 예광탄을 넣은 것(Empty solid head projectile with swaged tracer in base cavity)                                                                                     |

탄약의 개발이 잘된 것에 문제가 있었다. 총열에 예열된 총알을 넣는 경우가 있었다. 그것의 문제는 1936년 MG-3모델에서 MG-210모델로 바뀔때로부터 제기되었는데, 1938년 그들이 30cm 내지 50cm 이상되는 총열로 무장한 것으로부터 발사체를 확실하게 보호하는 K-6퓨즈가 도입되지 전까지 이 문제는 완전히 제거되지 않았다.

## 같이 보기
- 베레진 B-20
- 볼코프-야르트세프 VYa-23 기관포

## 참고

### 인용
1. ↑  Shirokorad, pp. 74-75
2. ↑  Shirokorad, pp. 74-75
3. ↑  Chinn, vol. 2, pp 178-180
4. 1 2  Борцов А.Ю. "Пятилинейный", Мастер-ружье issue 110, May 2006, pp. 56-62
5. ↑  Shirokorad, p. 75
6. ↑  Shirokorad, p. 75
7. ↑  Chinn, p. 72 for designations; weights and lengths for three of the four variants is given in Shirokorad, pp. 75-76
8. ↑  Chinn, p. 85-86
9. ↑  Chinn, p. 85
10. ↑  Chinn, p. 82
11. ↑  Chinn, p. 82
12. ↑  Chinn, p. 82-84
13. ↑  Shirokorad, p. 77
14. ↑  Маслов М. А. (2008). 《Истребитель И-16. Норовистый «ишак» сталинских соколов》 (러시아어). Яуза / Коллекция / ЭКСМО. 55-57쪽. ISBN 978-5-699-25660-0.
15. ↑  http://www.airwar.ru/enc/fww2/i28.html
16. ↑  Shirokorad, p. 77 mentions all the above except for the Yak 3
17. ↑  Shirokorad, p. 77; although omits the Il-2
18. ↑  Shirokorad, p. 77
19. ↑  Shirokorad, pp. 76-77

### 자료
- Широкорад А.Б. (2001) История авиационного вооружения Харвест (Shirokorad A.B. (2001) Istorya aviatsionnogo vooruzhenia Harvest. ISBN 985-433-695-6) (History of aircraft armament)
- Koll, Christian (2009). 《Soviet Cannon - A Comprehensive Study of Soviet Arms and Ammunition in Calibres 12.7mm to 57mm》. Austria: Koll. 117쪽. ISBN 978-3-200-01445-9. 2009년 10월 19일에 원본 문서에서 보존된 문서. 2014년 5월 14일에 확인함.
- Chinn, George M. (1952). 《The Machine Gun, Vol II, Part VII.》 (영어). Department of the Navy.